# Sam Brown
Samantha Brown, anomenada Sam Brown (17 d'octubre de 1964, Stratford, Londres), és una cantant anglesa que va esdevenir popular gràcies a la cançó Stop! de 1988. És filla del roquer Joe Brown i de la cantant Vikki Brown.

## Col·laboracions
- Small Faces (1978, amb 12 anys),
- National Youth Jazz Orchestra,
- Jon Lord (1982 i 2001),
- Adam Ant,
- Dexys Midnight Runners,
- Roger Chapman (1984),
- Spandau Ballet (live),
- Keith Jarrett,
- David Gilmour (1984, a Cruise i els directes de 2001 i 2002),
- The Dream Academy (1985),
- The Firm (1985 amb Jimmy Page i Paul Rodgers),
- Pink Floyd (1986),
- Roger Waters (1987),
- John Astley (1987),
- Jim Capaldi (1988),
- Spirits of the Forest (1989 amb David Gilmour),
- Gary Moore (1989),
- Red Balloon (1989),
- Jools Holland (Together Again : 1991 amb David Gilmour, Hop the Wag : 2000),
- James Brown (1991),
- Zoë (1992),
- Jimmy Nail (1992, amb Guy Wallis, Gary Pratt i David Gilmour),
- Alvin Lee (1994),
- Fish, el cantant de Marillion (Just good Friends, 1995)

## Discografia
- Fragile (2003)
- Reboot (2001)
- Box (1997)
- 43 Minutes (1992)
- April Moon (1990)
- Stop (1988)

Va cantar en francès les cançons: S'envoler i Fragile.